# Hồ Ngọc Hà

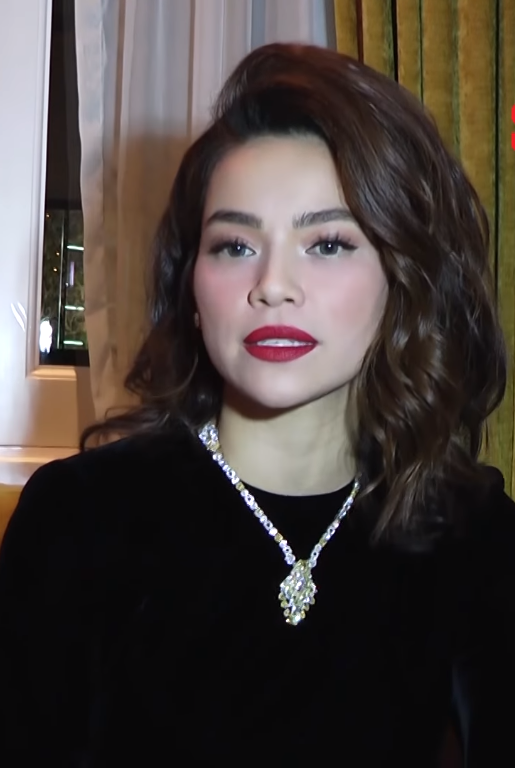
Hồ Ngọc Hà (2019)

Hồ Ngọc Hà (* 25. November 1984 in Huế) ist eine vietnamesische Sängerin, die auch als Schauspielerin und Model arbeitet. Mit sieben veröffentlichten Alben ist sie eine der erfolgreichsten Popsängerinnen Vietnams.

## Werdegang
Die Tochter einer vietnamesischen Mutter und eines französischen Vaters wurde in Huế geboren, von wo sie mit ihrer Familie in die Provinz Quảng Bình übersiedelte. Ihre Eltern waren als Bankangestellte tätig. Als Jugendliche begann Hồ Ngọc Hà ihre Modelkarriere. Im Alter von 15 Jahren gewann sie bereits den Hauptpreis beim Schönheitswettbewerb Vietnam Supermodel. Mit ihrer Beteiligung an der Talente-Show Người Đẹp Hát erregte sie in dem Jahr 2003 Aufmerksamkeit und startete ihre Karriere als Sängerin. Der eigentliche landesweite Durchbruch gelang Hồ Ngọc Hà im Jahr 2004 mit ihrem Album 24 Giờ 7 Ngày (24 hours 7 days). Im Jahr 2012 saß sie in der Jury der Talentshow The Voice of Vietnam.

## Diskografie

### Alben
- Vol 1: 24 giờ 7 ngày (24 hours 7 days) (2004)
- Vol 2:  Và em đã yêu  (And I Fell in Love) (2005)
- Vol 3: Muốn nói với anh (To Tell You) (2006)
- Vol 4: Khi ta yêu nhau (When We Love Each Other) (2007)
- Vol 5: Tìm lại giấc mơ (Find a Dream) (2010)
- Vol 6: Sẽ mãi bên nhau -Invincible (Will Be Together) (2011)
- Vol 7: Mối tình xưa (Past Romance) (2014)

## Filmografie
- Hoa Cỏ May (2001) – Hương
- 39 độ yêu (2005)
- Chiến dịch trái tim bên phải (2005)
- Hi sinh đời trai  (2015)